# Vilhjálmur Einarsson
Vilhjálmur Einarsson (5. června 1934, Reyðarfjörður – 28. prosince 2019) byl islandský atlet, trojskokan, držitel stříbrné medaile z Letních olympijských her 1956 v Melbourne.
Po skončení sportovní kariéry působil jako ředitel na několika islandských školách. Věnoval se rovněž malování, byl uznávaným krajinářem. Jeho syn Einar Vilhjálmsson se věnoval rovněž atletice a v hodu oštěpem se zúčastnil tří olympijských her.

## Vyznamenání
- rytířský kříž Řádu islandského sokola – Island, 17. června 2006[1]

## Osobní rekordy
- trojskok 16,70 m (1960)